# Liste des aéroports en Alberta
Il s'agit d'une liste alphabétique des aéroports, des aérodromes et des héliports d'une province ou d'un territoire du Canada. Ils sont énumérés dans le format : 
1. Communauté
2. Nom de l'aéroport comme indiqué dans l'un des Supplément de vol-Canada (CSA) ou par l'autorité aéroportuaire, éventuellement suivi par d'autres nom,
3. Code OACI (Organisation de l'aviation civile internationale): ICAO en anglais
4. Code IATA (Association internationale du transport aérien)
5. Code Transports Canada Lieu identifiant (LID TC) : le « TC LID » est le « lieu d'identification » donné par Transports Canada, représentant le nom et le lieu d'un aéroport. C'est une aide de direction pour aider la circulation aérienne, les télécommunications et les programmes d'ordinateur.
6. Coordonnées géographiques de l'aéroport

Les aéroports qui font partie du réseau national des aéroports sont en caractères gras.

## Aéroports en Alberta[1],[2]
| Ville                   | Nom de l'aéroport                                                 | ICAO | TC LID | IATA | Coordonnées                   |
| ----------------------- | ----------------------------------------------------------------- | ---- | ------ | ---- | ----------------------------- |
| Airdrie                 | Calgary/Airdrie (Aéroport Airdrie)                                |      | CEF4   |      | 51° 15′ 50″ N, 113° 56′ 04″ O |
| Alhambra                | Aéroport Aérodrome Alhambra/Ahlstrom                              |      | CAM4   |      | 52° 20′ 45″ N, 114° 40′ 02″ O |
| Athabasca               | Aéroport Athabasca                                                | CYWM |        |      | 54° 44′ 35″ N, 113° 12′ 19″ O |
| Athabasca oil sands     | Héliport Anzac (Long Lake)                                        |      | CNZ2   |      | 56° 25′ 27″ N, 110° 57′ 52″ O |
| Banff                   | Héliport Banff (Park Compound)                                    |      | CBP2   |      | 51° 11′ 30″ N, 115° 33′ 30″ O |
| Banff                   | Aéroport de Banff                                                 | CYBA |        |      | 51° 12′ 30″ N, 115° 32′ 25″ O |
| Banff                   | Héliport Banff Mineral Springs (Hospital)                         |      | CBM7   |      | 51° 10′ 47″ N, 115° 34′ 34″ O |
| Barrhead                | Héliport Barrhead (Healthcare Centre)                             |      | CHC3   |      | 54° 07′ 11″ N, 114° 24′ 00″ O |
| Barrhead                | Aéroport Barrhead                                                 |      | CEP3   |      | 54° 05′ 49″ N, 114° 26′ 20″ O |
| Bashaw                  | Aéroport Bashaw                                                   |      | CFK2   |      | 52° 33′ 27″ N, 112° 57′ 53″ O |
| Bassano                 | Héliport Bassano (Health Centre)                                  |      | CBL4   |      | 50° 47′ 25″ N, 112° 27′ 39″ O |
| Bassano                 | Aéroport Bassano                                                  |      | CEN2   |      | 50° 48′ 00″ N, 112° 28′ 00″ O |
| Bawlf                   | Aéroport Bawlf (Blackwells)                                       |      | CFR2   |      | 52° 54′ 00″ N, 112° 33′ 00″ O |
| Beaverlodge             | Aéroport Beaverlodge                                              |      | CEU2   |      | 55° 11′ 03″ N, 119° 25′ 51″ O |
| Beaverlodge             | Aérodrome Beaverlodge/Clanaechan                                  |      | CLN4   |      | 55° 14′ 04″ N, 119° 50′ 31″ O |
| Beiseker                | Aéroport Beiseker                                                 |      | CFV2   |      | 51° 23′ 36″ N, 113° 28′ 19″ O |
| Benalto                 | Aérodrome Benalto/Hillman's Farm                                  |      | CBH7   |      | 52° 13′ 33″ N, 114° 15′ 21″ O |
| Birch Mountain          | Aéroport Birch Mountain                                           |      | CFM2   |      | 57° 42′ 00″ N, 111° 50′ 00″ O |
| Black Diamond           | Héliport Black Diamond (Oilfields General Hospital)               |      | CFL3   |      | 50° 40′ 44″ N, 114° 14′ 03″ O |
| Black Diamond           | Aéroport Black Diamond/Cu Nim                                     |      | CEH2   |      | 50° 43′ 21″ N, 114° 10′ 46″ O |
| Black Diamond           | Aéroport Black Diamond/Flying R Ranch                             | CBD8 |        |      | 50° 30′ 42″ N, 114° 12′ 11″ O |
| Blackie                 | Aéroport Blackie/Wilderman Farm                                   |      | CFT2   |      | 50° 33′ 09″ N, 113° 35′ 48″ O |
| Blairmore               | Héliport Blairmore (Crowsnest Pass Hospital)                      |      | CBS9   |      | 49° 36′ 58″ N, 114° 27′ 26″ O |
| Blairmore               | Héliport Blairmore (Forestry)                                     |      | CEK4   |      | 49° 36′ 31″ N, 114° 27′ 05″ O |
| Bonnyville              | Aéroport Bonnyville                                               | CYBF |        |      | 54° 18′ 17″ N, 110° 44′ 28″ O |
| Bonnyville              | Héliport Bonnyville Health Centre                                 |      | CBN2   |      | 54° 15′ 51″ N, 110° 44′ 26″ O |
| Bow Island              | Aéroport Bow Island                                               |      | CEF3   |      | 49° 53′ 00″ N, 111° 20′ 00″ O |
| Boyle                   | Héliport Boyle (Healthcare Centre)                                |      | CHJ4   |      | 54° 35′ 00″ N, 112° 48′ 00″ O |
| Boyle                   | Aéroport Boyle                                                    |      | CFM7   |      | 54° 34′ 24″ N, 112° 49′ 12″ O |
| Brant                   | Aéroport Brant (Dixon Farm)                                       |      | CEX9   |      | 50° 25′ 10″ N, 113° 32′ 27″ O |
| Brooks                  | Héliport Brooks (Community Health Centre)                         |      | CFV8   |      | 50° 34′ 07″ N, 111° 53′ 18″ O |
| Brooks                  | Aéroport Brooks Regional                                          | CYBP |        |      | 50° 38′ 01″ N, 111° 55′ 33″ O |
| Calgary                 | Héliport Calgary/Blue Con                                         |      | CBC6   |      | 50° 59′ 49″ N, 113° 53′ 38″ O |
| Calgary                 | Héliport Calgary/South Health Campus (Hosp)                       |      | CSH3   |      | 50° 52′ 58″ N, 113° 57′ 07″ O |
| Calgary                 | Héliport Calgary (Bow Crow)                                       |      | CEP2   |      | 51° 06′ 10″ N, 114° 12′ 52″ O |
| Calgary                 | Héliport Calgary (City/Bow River)                                 |      | CEL2   |      | 51° 03′ 10″ N, 114° 04′ 44″ O |
| Calgary                 | Héliport Calgary (Westport)                                       |      | CFQ2   |      | 51° 02′ 12″ N, 114° 11′ 44″ O |
| Calgary                 | Héliport Calgary (Foothills Hospital                              |      | CFP3   |      | 51° 03′ 56″ N, 114° 07′ 59″ O |
| Calgary                 | Héliport Calgary Centre Peter Lougheed                            |      | CLC3   |      | 51° 04′ 41″ N, 113° 59′ 10″ O |
| Calgary                 | Héliport Rockyview General Hospital                               |      | CEM2   |      | 50° 59′ 17″ N, 114° 05′ 53″ O |
| Calgary                 | Aéroport international de Calgary                                 | CYYC |        | YYC  | 51° 06′ 50″ N, 114° 01′ 13″ O |
| Calgary                 | Héliport Calgary (Eastlake)                                       |      | CEL9   |      | 50° 57′ 18″ N, 113° 58′ 22″ O |
| Calgary                 | Héliport Calgary/K. Coffey Residence                              |      | CKC4   |      | 51° 09′ 55″ N, 114° 18′ 53″ O |
| Calgary                 | Aéroport Calgary/Springbank (Aéroport Springbank)                 | CYBW |        | YBW  | 51° 06′ 19″ N, 114° 22′ 17″ O |
| Calling Lake            | Aéroport Calling Lake                                             |      | CFK4   |      | 55° 19′ 00″ N, 113° 15′ 00″ O |
| Camrose                 | Aéroport Camrose                                                  |      | CEQ3   |      | 53° 02′ 23″ N, 112° 48′ 59″ O |
| Camrose                 | Héliport Camrose/St. Mary's Hospital                              |      | CMR6   |      | 53° 00′ 54″ N, 112° 49′ 49″ O |
| Canmore                 | Héliport Canmore (Hospital)                                       |      | CCH3   |      | 51° 05′ 33″ N, 115° 20′ 58″ O |
| Canmore                 | Héliport Canmore Municipal                                        |      | CEW9   |      | 51° 04′ 40″ N, 115° 20′ 18″ O |
| Canmore                 | Héliport Kananaskis/Nakoda                                        |      | CNK7   |      | 51° 06′ 12″ N, 115° 00′ 44″ O |
| Cardston                | Aéroport Cardston                                                 |      | CEA6   |      | 49° 09′ 45″ N, 113° 14′ 28″ O |
| Carstairs               | Aéroport Carstairs/Bishell's                                      |      | CGB2   |      | 51° 34′ 58″ N, 114° 03′ 07″ O |
| Castor                  | Héliport Castor (Our Lady of the Rosary Hospital)                 |      | CCR7   |      | 52° 13′ 24″ N, 111° 54′ 24″ O |
| Castor                  | Aéroport Castor                                                   |      | CER2   |      | 52° 13′ 00″ N, 111° 56′ 00″ O |
| Cayley                  | Aéroport Cayley/A. J. Flying Ranch                                |      | CAJ7   |      | 50° 27′ 00″ N, 113° 45′ 00″ O |
| Cheadle                 | Aéroport Cheadle                                                  |      | CFQ4   |      | 51° 03′ 27″ N, 113° 37′ 25″ O |
| Chestermere             | Aéroport Chestermere (Kirkby Field)                               |      | CFX8   |      | 51° 02′ 30″ N, 113° 45′ 06″ O |
| Chipewyan Lake          | Aéroport Chipewyan Lake                                           |      | CEG5   |      | 56° 57′ 09″ N, 113° 29′ 44″ O |
| Chipman                 | Aéroport Chipman                                                  |      | CFU3   |      | 53° 43′ 00″ N, 112° 38′ 00″ O |
| Christina Basin         | Aéroport Christina Basin                                          |      | CFF2   |      | 55° 35′ 24″ N, 111° 49′ 23″ O |
| Christina Lake          | Aérodrome Christina Lake                                          |      | CCL3   |      | 55° 37′ 43″ N, 110° 45′ 01″ O |
| Claresholm              | Héliport Claresholm (General Hospital)                            |      | CFV7   |      | 50° 01′ 06″ N, 113° 34′ 59″ O |
| Claresholm              | Aéroport Claresholm Industrial                                    |      | CEJ4   |      | 50° 00′ 17″ N, 113° 37′ 48″ O |
| Clearwater River        | Aéroport Clearwater River                                         |      | CFS8   |      | 51° 59′ 17″ N, 115° 13′ 42″ O |
| Cline River             | Héliport Cline River                                              |      | CCR5   |      | 52° 10′ 44″ N, 116° 28′ 45″ O |
| Cochrane                | Aéroport Cochrane/Arkayla Springs                                 |      | CKY8   |      | 51° 12′ 17″ N, 114° 46′ 28″ O |
| Cold Lake               | CFB Cold Lake (Aéroport Cold Lake/Group Captain R.W. McNair)      | CYOD |        | YOD  | 54° 24′ 18″ N, 110° 16′ 46″ O |
| Cold Lake               | Aéroport Cold Lake Regional                                       |      | CEN5   |      | 54° 28′ 39″ N, 110° 16′ 07″ O |
| Condor                  | Héliport Hespero/Safron Residence                                 |      | CTS6   |      | 52° 16′ 49″ N, 114° 25′ 40″ O |
| Conklin                 | Aéroport Conklin (Leismer)                                        |      | CET2   |      | 55° 41′ 46″ N, 111° 16′ 46″ O |
| Consort                 | Héliport Consort (Health Centre)                                  |      | CCS2   |      | 52° 00′ 04″ N, 110° 46′ 51″ O |
| Consort                 | Aéroport Consort                                                  |      | CFG3   |      | 52° 01′ 00″ N, 110° 45′ 00″ O |
| Coronation              | Héliport Coronation (Health Centre)                               |      | CRH2   |      | 52° 05′ 46″ N, 111° 27′ 34″ O |
| Coronation              | Aéroport Coronation                                               | CYCT |        |      | 52° 04′ 30″ N, 111° 26′ 43″ O |
| Coutts                  | Aéroport Coutts/Ross International                                |      | CEP4   |      | 49° 00′ 00″ N, 111° 58′ 00″ O |
| Cowley                  | Aéroport Cowley                                                   | CYYM |        |      | 49° 38′ 11″ N, 114° 05′ 40″ O |
| Daysland                | Héliport Daysland Health Centre                                   |      | CDL3   |      | 52° 52′ 08″ N, 112° 16′ 23″ O |
| De Winton               | Héliport De Winton (Highwood)                                     |      | CED6   |      | 50° 48′ 11″ N, 113° 53′ 34″ O |
| De Winton               | Aéroport De Winton/South Calgary                                  |      | CEH4   |      | 50° 49′ 19″ N, 113° 49′ 28″ O |
| DeBolt                  | Aérodrome DeBolt                                                  |      | CFG4   |      | 55° 14′ 00″ N, 118° 02′ 00″ O |
| Del Bonita              | Aéroport Del Bonita/Whetstone International                       |      | CEQ4   |      | 48° 59′ 55″ N, 112° 46′ 35″ O |
| Didsbury                | Aérodrome Didsbury/Minty Field                                    |      | CDM2   |      | 51° 39′ 12″ N, 114° 21′ 04″ O |
| Doig                    | Aéroport Doig                                                     |      | CFX3   |      | 56° 57′ 00″ N, 119° 31′ 00″ O |
| Donnelly                | Aéroport Donnelly                                                 |      | CFM4   |      | 55° 42′ 34″ N, 117° 05′ 40″ O |
| Drayton Valley          | Héliport Drayton Valley (Health Centre)                           |      | CFV9   |      | 53° 12′ 42″ N, 114° 58′ 14″ O |
| Drayton Valley          | Aéroport Drayton Valley Industrial                                |      | CER3   |      | 53° 15′ 57″ N, 114° 57′ 37″ O |
| Drumheller              | Héliport Drumheller (Health Centre)                               |      | CDH2   |      | 51° 28′ 09″ N, 112° 43′ 42″ O |
| Drumheller              | Aéroport Drumheller Municipal                                     |      | CEG4   |      | 51° 29′ 47″ N, 112° 44′ 55″ O |
| Drumheller              | Aéroport Drumheller/Ostergard's                                   |      | CDO2   |      | 51° 17′ 40″ N, 112° 36′ 49″ O |
| Eaglesham               | Aérodrome Eaglesham (South)                                       |      | CGL4   |      | 55° 40′ 16″ N, 117° 56′ 08″ O |
| Calmar                  | Aérodrome Edmonton/Calmar (Maplelane Farm)                        |      | CMF2   |      | 53° 11′ 04″ N, 113° 44′ 22″ O |
| Edmonton Capital Region | Aéroport international d'Edmonton                                 | CYEG |        | YEG  | 53° 18′ 35″ N, 113° 34′ 47″ O |
| Edmonton                | Héliport Edmonton (Royal Alexandra Hospital)                      |      | CFH7   |      | 53° 33′ 28″ N, 113° 29′ 47″ O |
| Edmonton Capital Region | Héliport Edmonton/Eastport                                        |      | CEP8   |      | 53° 30′ 30″ N, 113° 20′ 00″ O |
| Edmonton Capital Region | Aéroport Edmonton/Gartner                                         |      | CFQ7   |      | 53° 16′ 54″ N, 113° 27′ 18″ O |
| Edmonton Capital Region | Aérodrome Edmonton/Lechelt Field                                  |      | CGF2   |      | 53° 34′ 35″ N, 112° 58′ 51″ O |
| Edmonton                | Héliport Edmonton/Kelsonae                                        |      | CSG6   |      | 53° 21′ 58″ N, 113° 50′ 16″ O |
| Edmonton                | Héliport Grey Nuns Community Hospital                             |      | CES8   |      | 53° 27′ 44″ N, 113° 25′ 39″ O |
| Edmonton                | Héliport Misericordia Community Hospital                          |      | CMC2   |      | 53° 31′ 13″ N, 113° 36′ 39″ O |
| Edmonton                | Aérodrome Edmonton/Morinville (Currie Field)                      |      | CCF6   |      | 53° 49′ 11″ N, 113° 45′ 39″ O |
| Edmonton                | Aérodrome Edmonton/Morinville (Mike's Field)                      |      | CMN6   |      | 53° 50′ 13″ N, 113° 33′ 48″ O |
| Edmonton                | CFB Edmonton (Héliport Edmonton/Namao)                            | CYED |        | YED  | 53° 40′ 05″ N, 113° 28′ 19″ O |
| Edmonton                | Héliport Edmonton/Sturgeon Community Hospital                     |      | CSA3   |      | 53° 39′ 16″ N, 113° 37′ 38″ O |
| Edmonton                | Héliport Edmonton/Univ of Alberta (Stollery Children's Hosp MAHI) |      | CEW7   |      | 53° 31′ 13″ N, 113° 31′ 30″ O |
| Edra                    | Aéroport Edra                                                     |      | CEV2   |      | 57° 51′ 00″ N, 113° 15′ 00″ O |
| Edson                   | Aéroport Edson                                                    | CYET |        | YET  | 53° 34′ 44″ N, 116° 27′ 54″ O |
| Elk Point               | Aéroport Elk Point                                                |      | CEJ6   |      | 53° 53′ 35″ N, 110° 46′ 20″ O |
| Elk Point               | Héliport Elk Point (Healthcare Centre)                            |      | CEP7   |      | 53° 53′ 54″ N, 110° 54′ 29″ O |
| Empress                 | Aéroport Empress                                                  | CYEA |        |      | 50° 56′ 00″ N, 110° 00′ 47″ O |
| Empress                 | Aérodrome Empress/McNeill Spectra Energy                          |      | CFL2   |      | 50° 40′ 57″ N, 110° 02′ 31″ O |
| Fairview                | Aéroport Fairview                                                 |      | CEB5   |      | 56° 04′ 53″ N, 118° 26′ 00″ O |
| Fontas                  | Aéroport Fontas                                                   |      | CFK3   |      | 57° 48′ 00″ N, 119° 27′ 00″ O |
| Foremost                | Aéroport Foremost                                                 |      | CFD4   |      | 49° 28′ 59″ N, 111° 29′ 40″ O |
| Forestburg              | Aéroport Forestburg                                               |      | CEF6   |      | 52° 34′ 29″ N, 112° 05′ 03″ O |
| Fort Chipewyan          | Aéroport de Fort Chipewyan                                        | CYPY |        | YPY  | 58° 46′ 02″ N, 111° 07′ 02″ O |
| Fort MacKay             | Aérodrome Fort MacKay/Albian                                      |      | CAL4   |      | 57° 13′ 26″ N, 111° 25′ 08″ O |
| Fort MacKay             | Aérodrome Fort MacKay/Firebag                                     |      | CFG6   |      | 57° 16′ 33″ N, 110° 58′ 36″ O |
| Fort MacKay             | Aéroport Fort MacKay/Horizon                                      | CYNR |        |      | 57° 22′ 54″ N, 111° 42′ 04″ O |
| Fort Macleod            | Aéroport Fort Macleod (Alcock Farm)                               |      | CFM8   |      | 49° 35′ 00″ N, 113° 18′ 00″ O |
| Fort Macleod            | Héliport Fort Macleod (Hospital)                                  |      | CFM9   |      | 49° 43′ 32″ N, 113° 23′ 32″ O |
| Fort Macleod            | Aéroport Fort Macleod                                             |      | CEY3   |      | 49° 42′ 00″ N, 113° 25′ 00″ O |
| Fort McMurray           | Aéroport de Fort McMurray                                         | CYMM |        | YMM  | 56° 39′ 12″ N, 111° 13′ 24″ O |
| Fort McMurray           | Hydroaérodrome Fort McMurray                                      |      | CES7   |      | 56° 44′ 00″ N, 111° 22′ 00″ O |
| Fort McMurray           | Aéroport Fort McMurray/Mildred Lake                               |      | CER4   |      | 57° 03′ 20″ N, 111° 34′ 26″ O |
| Fort McMurray           | Aérodrome Fort McMurray (Legend)                                  |      | CLG7   |      | 57° 11′ 49″ N, 112° 53′ 44″ O |
| Fort McMurray           | Aérodrome Fort McMurray (North Liege)                             |      | CNL2   |      | 57° 08′ 10″ N, 113° 17′ 23″ O |
| Fort McMurray           | Aérodrome Fort McMurray (South Liege)                             |      | CLS3   |      | 56° 49′ 56″ N, 113° 05′ 55″ O |
| Fort Saskatchewan       | Héliport Fort Saskatchewan (General Hospital)                     |      | CSV4   |      | 53° 42′ 13″ N, 113° 13′ 23″ O |
| Fort Vermilion          | Aéroport Fort Vermilion                                           |      | CEZ4   |      | 58° 24′ 15″ N, 115° 57′ 03″ O |
| Fort Vermilion          | Héliport Fort Vermilion/Country Gardens B&B                       |      | CKV9   |      | 58° 21′ 02″ N, 115° 56′ 57″ O |
| Fox Creek               | Aéroport Fox Creek                                                |      | CED4   |      | 54° 22′ 48″ N, 116° 45′ 59″ O |
| Fox Creek               | Aéroport Fox Lake                                                 |      | CEC3   |      | 58° 28′ 24″ N, 114° 32′ 34″ O |
| Garden River            | Aéroport Garden River                                             |      | CFU4   |      | 58° 42′ 50″ N, 113° 52′ 34″ O |
| Glendon                 | Aéroport Glendon                                                  |      | CFP5   |      | 54° 16′ 15″ N, 111° 04′ 00″ O |
| Gordon Lake             | Aéroport Gordon Lake                                              |      | CFW2   |      | 56° 37′ 00″ N, 110° 30′ 00″ O |
| Grande Cache            | Aéroport Grande Cache                                             |      | CEQ5   |      | 53° 55′ 01″ N, 118° 52′ 27″ O |
| Grande Prairie          | Héliport Grande Prairie (Forestry)                                |      | CEZ9   |      | 55° 09′ 13″ N, 118° 49′ 24″ O |
| Grande Prairie          | Aéroport de Grande Prairie                                        | CYQU |        | YQU  | 55° 10′ 47″ N, 118° 53′ 06″ O |
| Grande Prairie          | Héliport Grande Prairie (Queen Elizabeth II Hospital)             |      | CGP2   |      | 55° 10′ 34″ N, 118° 47′ 16″ O |
| Grande                  | Aéroport Grande                                                   |      | CFA5   |      | 56° 18′ 00″ N, 112° 14′ 00″ O |
| Grimshaw                | Aéroport Grimshaw                                                 |      | CFD5   |      | 56° 11′ 46″ N, 117° 37′ 31″ O |
| Half Moon Lake          | Village aéronautique Edmonton/Twin Island                         |      | CEE6   |      | 53° 28′ 16″ N, 113° 09′ 16″ O |
| Hamburg (oil field)     | Aérodrome Hamburg                                                 |      | CFM5   |      | 57° 21′ 21″ N, 119° 45′ 55″ O |
| Hanna                   | Héliport Hanna (District Ambulance)                               |      | CHD3   |      | 51° 39′ 03″ N, 111° 55′ 43″ O |
| Hanna                   | Aéroport Hanna                                                    |      | CEL4   |      | 51° 37′ 53″ N, 111° 54′ 15″ O |
| Hardisty                | Aéroport Hardisty                                                 |      | CEA5   |      | 52° 38′ 49″ N, 111° 23′ 03″ O |
| Hardisty                | Héliport Hardisty (Health Centre)                                 |      | CHD2   |      | 52° 40′ 08″ N, 111° 18′ 25″ O |
| Hespero                 | Aéroport Hespero                                                  |      | CFB3   |      | 52° 18′ 00″ N, 114° 27′ 49″ O |
| High Level              | Aéroport de High Level                                            | CYOJ |        | YOJ  | 58° 37′ 17″ N, 117° 09′ 53″ O |
| High Level              | Hydroaérodrome High Level/Footner Lake                            |      | CEK7   |      | 58° 37′ 00″ N, 117° 11′ 00″ O |
| High Prairie            | Aéroport High Prairie                                             | CZHP |        |      | 55° 23′ 37″ N, 116° 28′ 31″ O |
| High River              | Héliport High River (Hospital)                                    |      | CHR2   |      | 50° 34′ 34″ N, 113° 52′ 46″ O |
| High River              | Aéroport High River                                               |      | CEN4   |      | 50° 32′ 00″ N, 113° 50′ 00″ O |
| Hillspring              | Aéroport Hillspring (Beck Farm)                                   | CHS3 |        |      | 49° 20′ 12″ N, 113° 34′ 24″ O |
| Hinton                  | Aéroport Hinton/Entrance                                          |      | CEE4   |      | 53° 22′ 53″ N, 117° 42′ 04″ O |
| Hinton                  | Aéroport Hinton/Jasper-Hinton                                     |      | CEC4   |      | 53° 19′ 09″ N, 117° 45′ 11″ O |
| Indus                   | Aéroport Indus/Winters Aire Park                                  |      | CFY4   |      | 50° 54′ 00″ N, 113° 47′ 00″ O |
| Innisfail               | Aéroport Innisfail                                                |      | CEM4   |      | 52° 04′ 43″ N, 114° 01′ 39″ O |
| Innisfail               | Héliport Innisfail (HOSP) (Aéroport Big Bend)                     |      | CSF2   |      | 52° 01′ 10″ N, 113° 57′ 13″ O |
| Irma                    | Aéroport Irma                                                     |      | CFU8   |      | 52° 54′ 44″ N, 111° 10′ 26″ O |
| Janvier                 | Aéroport Janvier                                                  |      | CEP5   |      | 55° 54′ 00″ N, 110° 44′ 00″ O |
| Jasper                  | Aéroport Jasper                                                   | CYJA |        | YJA  | 52° 59′ 48″ N, 118° 03′ 34″ O |
| Jean Lake               | Aéroport Jean Lake                                                |      | CFF3   |      | 57° 29′ 00″ N, 113° 53′ 00″ O |
| John D'Or Prairie       | Aérodrome John D'Or Prairie                                       |      | CFG5   |      | 58° 29′ 29″ N, 115° 08′ 18″ O |
| Johnson Lake            | Aéroport Johnson Lake                                             |      | CFL9   |      | 57° 34′ 00″ N, 110° 19′ 00″ O |
| Josephburg              | Aérodrome Edmonton/Josephburg                                     |      | CFB6   |      | 53° 43′ 41″ N, 113° 05′ 14″ O |
| Kananaskis              | Héliport Kananaskis/Nakoda                                        |      | CKN7   |      | 51° 06′ 12″ N, 115° 00′ 44″ O |
| Kananaskis Village      | Héliport Kananaskis Village Helistop                              |      | CFE7   |      | 50° 55′ 22″ N, 115° 08′ 37″ O |
| Killam                  | Aéroport Killam/Killam-Sedgewick/Flagstaff Regional               |      | CEK6   |      | 52° 48′ 00″ N, 111° 46′ 00″ O |
| Killam                  | Héliport Killam (Health Centre)                                   |      | CKH5   |      | 52° 47′ 15″ N, 111° 51′ 35″ O |
| Kirby Lake              | Aéroport Kirby Lake                                               |      | CRL4   |      | 55° 21′ 20″ N, 110° 38′ 15″ O |
| La Crête                | Aéroport La Crete                                                 |      | CFN5   |      | 58° 10′ 00″ N, 116° 20′ 00″ O |
| Lac La Biche            | Aéroport Lac La Biche                                             | CYLB |        | YLB  | 54° 46′ 13″ N, 112° 01′ 54″ O |
| Lacombe                 | Aéroport Lacombe                                                  |      | CEG3   |      | 52° 29′ 18″ N, 113° 42′ 44″ O |
| Lacombe                 | Héliport Lacombe (Mustang Helicopters)                            |      | CMH3   |      | 52° 22′ 44″ N, 113° 49′ 21″ O |
| Lamont                  | Héliport Lamont (Health Care Centre)                              |      | CLM4   |      | 53° 45′ 49″ N, 112° 45′ 15″ O |
| Leduc                   | Héliport Edmonton/Leduc                                           |      | CLD2   |      | 53° 15′ 11″ N, 113° 32′ 34″ O |
| Leslieville             | Héliport Leslieville/W. Pidhirney Residence                       |      | CWP3   |      | 52° 21′ 33″ N, 114° 34′ 17″ O |
| Lethbridge              | Héliport Lethbridge (Chinook Regional Hospital)                   |      | CLH4   |      | 49° 41′ 09″ N, 112° 48′ 56″ O |
| Lethbridge              | Aéroport Lethbridge County (Aéroport Lethbridge)                  | CYQL |        | YQL  | 49° 37′ 49″ N, 112° 47′ 59″ O |
| Lethbridge              | Aérodrome Lethbridge/Anderson                                     |      | CLA5   |      | 49° 39′ 25″ N, 112° 46′ 22″ O |
| Lethbridge              | Aéroport Lethbridge (Gunnlaugson)                                 | CGN3 |        |      | 49° 38′ 10″ N, 112° 41′ 29″ O |
| Lethbridge              | Aérodrome Lethbridge (J3 Airfield)                                |      | CLJ3   |      | 49° 44′ 30″ N, 112° 44′ 18″ O |
| Lethbridge              | Aérodrome Lethbridge (Mercer Field)                               |      | CMF3   |      | 49° 33′ 17″ N, 112° 33′ 49″ O |
| Liege                   | Aérodrome Liege/CNRL                                              |      | CLG3   |      | 57° 00′ 07″ N, 113° 11′ 38″ O |
| Lloydminster            | Aéroport de Lloydminster                                          | CYLL |        | YLL  | 53° 18′ 33″ N, 110° 04′ 21″ O |
| Loon River              | Aéroport Loon River                                               |      | CFS6   |      | 57° 08′ 31″ N, 115° 04′ 31″ O |
| Manning                 | Aéroport Manning                                                  |      | CFX4   |      | 56° 57′ 03″ N, 117° 38′ 39″ O |
| Markerville             | Aérodrome Markerville/Safron Farms                                | CSF5 |        |      | 52° 11′ 57″ N, 114° 14′ 15″ O |
| Marek Farms             | Aéroport Marek Farms                                              |      | CFF9   |      | 53° 01′ 53″ N, 112° 46′ 40″ O |
| Margaret Lake           | Aéroport Margaret Lake                                            |      | CFV6   |      | 58° 57′ 00″ N, 115° 15′ 00″ O |
| Mayerthorpe             | Héliport Mayerthorpe (Healthcare Centre)                          |      | CMC3   |      | 53° 56′ 54″ N, 115° 07′ 54″ O |
| Mayerthorpe             | Aéroport Mayerthorpe                                              |      | CEV5   |      | 53° 56′ 15″ N, 115° 10′ 44″ O |
| Medicine Hat            | Aéroport de Medicine Hat                                          | CYXH |        | YXH  | 50° 01′ 08″ N, 110° 43′ 15″ O |
| Medicine Hat            | Aéroport Medicine Hat/Schlenker                                   |      | CFZ3   |      | 49° 58′ 20″ N, 110° 43′ 25″ O |
| Milk River              | Aéroport Milk River                                               |      | CEW5   |      | 49° 08′ 00″ N, 112° 03′ 00″ O |
| Millet                  | Aérodrome Millet/Creekview                                        | CRK2 |        |      | 53° 04′ 44″ N, 113° 30′ 34″ O |
| Mobil Bistcho           | Aéroport Mobil Bistcho                                            |      | CFV3   |      | 59° 29′ 00″ N, 119° 01′ 00″ O |
| Muskeg Tower            | Aéroport Muskeg Tower                                             |      | CFW4   |      | 57° 08′ 15″ N, 110° 53′ 33″ O |
| Nampa                   | Aérodrome Nampa/Hockey                                            |      | CNP6   |      | 55° 54′ 52″ N, 117° 08′ 07″ O |
| Namur Lake              | Aéroport Namur Lake                                               |      | CFB5   |      | 57° 23′ 00″ N, 112° 48′ 00″ O |
| Nordegg                 | Héliport Nordegg/Ahlstrom                                         |      | CEG6   |      | 52° 29′ 23″ N, 116° 03′ 08″ O |
| Okotoks                 | Aérodrome Calgary/Christiansen Field                              |      | CRS3   |      | 50° 47′ 58″ N, 114° 03′ 04″ O |
| Okotoks                 | Aérodrome Calgary/Okotoks (Rowland Field)                         |      | CRF4   |      | 50° 45′ 53″ N, 113° 57′ 29″ O |
| Okotoks                 | Village aéronautique Calgary/Okotoks                              |      | CFX2   |      | 50° 44′ 07″ N, 113° 56′ 05″ O |
| Olds, Didsbury          | Aéroport Olds-Didsbury                                            |      | CEA3   |      | 51° 42′ 40″ N, 114° 06′ 22″ O |
| Olds                    | Héliport Olds (Hospital)                                          |      | CFU9   |      | 51° 48′ 08″ N, 114° 07′ 01″ O |
| Olds                    | Aéroport Olds (Netook)                                            |      | CFK6   |      | 51° 51′ 00″ N, 114° 04′ 00″ O |
| Olds                    | Aérodrome Olds/North 40 Ranch                                     |      | CTY4   |      | 51° 53′ 59″ N, 114° 08′ 52″ O |
| Oyen                    | Aéroport Oyen Municipal                                           |      | CED3   |      | 51° 20′ 03″ N, 110° 29′ 29″ O |
| Paramount Bistcho       | Aéroport Bistcho                                                  |      | CPB8   |      | 59° 38′ 18″ N, 118° 19′ 59″ O |
| Peace River             | Aéroport Peace River                                              | CYPE |        | YPE  | 56° 13′ 37″ N, 117° 26′ 50″ O |
| Pincher Creek           | Héliport Pincher Creek (Hospital)                                 |      | CPR8   |      | 49° 29′ 33″ N, 113° 56′ 50″ O |
| Pincher Creek           | Aéroport Pincher Creek                                            | CZPC |        |      | 49° 31′ 14″ N, 113° 59′ 50″ O |
| Ponoka                  | Héliport Ponoka (Hospital & Care Centre)                          |      | CHC4   |      | 52° 41′ 07″ N, 113° 35′ 22″ O |
| Ponoka                  | Aéroport Ponoka Industrial (Labrie Field)                         |      | CEH3   |      | 52° 39′ 07″ N, 113° 36′ 16″ O |
| Primrose                | Aéroport Primrose                                                 | CFN6 |        |      | 55° 23′ 26″ N, 111° 07′ 13″ O |
| Provost                 | Aéroport Provost                                                  |      | CEH6   |      | 52° 20′ 17″ N, 110° 16′ 44″ O |
| Rainbow Lake            | Aéroport Rainbow Lake                                             | CYOP |        | YOP  | 58° 29′ 29″ N, 119° 24′ 28″ O |
| Red Deer                | Aéroport régional de Red Deer                                     | CYQF |        | YQF  | 52° 10′ 56″ N, 113° 53′ 40″ O |
| Red Deer                | Héliport Red Deer Regional Hospital Centre                        |      | CRD3   |      | 52° 15′ 43″ N, 113° 48′ 57″ O |
| Red Deer                | Piste d'atterrissage Red Deer/South 40                            |      | CRD4   |      | 52° 15′ 43″ N, 113° 57′ 05″ O |
| Red Deer                | Aérodrome Red Deer/Truant                                         |      | CRD5   |      | 52° 17′ 19″ N, 113° 54′ 42″ O |
| Red Deer                | Aérodrome Red Deer/Truant (sud)                                   | CRD6 |        |      | 52° 16′ 40″ N, 113° 54′ 55″ O |
| Red Earth Creek         | Aéroport Red Earth Creek                                          |      | CEH5   |      | 56° 32′ 47″ N, 115° 16′ 27″ O |
| Redwater                | Héliport Redwater (Health Centre)                                 |      | CRW8   |      | 53° 56′ 59″ N, 113° 07′ 37″ O |
| Redwater                | Héliport Redwater (Heliworks)                                     |      | CRW2   |      | 53° 55′ 09″ N, 113° 06′ 15″ O |
| Rimbey                  | Héliport Rimbey (Hospital & Care Centre)                          |      | CRH5   |      | 52° 38′ 26″ N, 114° 14′ 52″ O |
| Rimbey                  | Aéroport Rimbey                                                   |      | CFC7   |      | 52° 40′ 55″ N, 114° 14′ 15″ O |
| Rocky Mountain House    | Héliport Rocky Mountain House (General Hospital)                  |      | CEU4   |      | 52° 22′ 43″ N, 114° 55′ 12″ O |
| Rocky Mountain House    | Aéroport Rocky Mountain House                                     | CYRM |        | YRM  | 52° 25′ 47″ N, 114° 54′ 15″ O |
| Rockyford               | Aéroport Rockyford                                                |      | CFC6   |      | 51° 16′ 00″ N, 113° 07′ 00″ O |
| Shunda                  | Héliport Shunda (Fire Base)                                       |      | CDA7   |      | 52° 29′ 26″ N, 115° 45′ 31″ O |
| Slave Lake              | Aéroport Slave Lake                                               | CYZH |        | YZH  | 55° 17′ 35″ N, 114° 46′ 38″ O |
| Slave Lake              | Héliport Slave Lake/Slave Lake Helicopters                        |      | CSL6   |      | 55° 17′ 36″ N, 114° 46′ 53″ O |
| Smoky Lake              | Héliport Smokey Lake (George McDougall Health Centre)             |      | CGM2   |      | 54° 07′ 19″ N, 112° 57′ 58″ O |
| South Cooking Lake      | Aéroport Edmonton/Cooking Lake                                    |      | CEZ3   |      | 53° 25′ 39″ N, 113° 06′ 57″ O |
| South Cooking Lake      | Hydroaérodrom Edmonton/Cooking Lakee                              |      | CEE7   |      | 53° 26′ 00″ N, 113° 07′ 00″ O |
| Spirit River            | Aéroport Spirit River                                             |      | CFS5   |      | 55° 47′ 01″ N, 118° 50′ 23″ O |
| St. Albert              | Héliport Edmonton/St. Albert                                      |      | CES3   |      | 53° 41′ 15″ N, 113° 41′ 14″ O |
| St. Paul                | Héliport St. Paul (Health Care Centre)                            |      | CTP5   |      | 53° 59′ 17″ N, 111° 17′ 26″ O |
| St. Paul                | Aérodrome St. Paul                                                |      | CEW3   | ZSP  | 53° 59′ 36″ N, 111° 22′ 49″ O |
| Steen River             | Aéroport Steen River                                              |      | CFB7   |      | 59° 38′ 00″ N, 117° 10′ 00″ O |
| Stettler                | Héliport Stettler (Hospital & Care Centre)                        |      | CLH2   |      | 52° 19′ 24″ N, 112° 43′ 31″ O |
| Stettler                | Aéroport Stettler                                                 |      | CEJ3   |      | 52° 18′ 36″ N, 112° 45′ 14″ O |
| Stony Plain             | Aéroport Stony Plain (Lichtner Farms)                             |      | CSP3   |      | 53° 32′ 15″ N, 114° 04′ 06″ O |
| Stony Plain             | Héliport Stony Plain (Westview Health Centre)                     |      | CSP2   |      | 53° 32′ 17″ N, 113° 58′ 42″ O |
| Strathmore              | Aérodrome Strathmore (Appleton Field)                             |      | CAP9   |      | 50° 59′ 38″ N, 113° 22′ 19″ O |
| Strathmore              | Aéroport Strathmore (D.J. Murray)                                 |      | CDJ5   |      | 51° 08′ 03″ N, 113° 33′ 37″ O |
| Strathmore              | Héliport Strathmore (Hospital)                                    |      | CSM2   |      | 51° 03′ 36″ N, 113° 23′ 10″ O |
| Suffield                | CFB Suffield (Héliport Suffield)                                  | CYSD |        | YSD  | 50° 16′ 00″ N, 111° 11′ 00″ O |
| Sundre                  | Aéroport Red Deer Forestry                                        |      | CFR7   |      | 51° 39′ 05″ N, 115° 14′ 21″ O |
| Sundre                  | Héliport Sundre (Hospital & Health Care Centre)                   |      | CSD2   |      | 51° 48′ 25″ N, 114° 38′ 11″ O |
| Sundre                  | Aéroport Sundre                                                   |      | CFN7   |      | 51° 46′ 27″ N, 114° 40′ 37″ O |
| Sundre                  | Aéroport Sundre/Goodwins Farm                                     |      | CFZ5   |      | 51° 44′ 00″ N, 114° 40′ 00″ O |
| Swan Hills              | Aéroport Swan Hills                                               |      | CEM5   |      | 54° 40′ 15″ N, 115° 24′ 53″ O |
| Taber                   | Héliport Taber (Health Centre)                                    |      | CTB7   |      | 49° 47′ 08″ N, 112° 09′ 58″ O |
| Taber                   | Aéroport Taber                                                    |      | CED5   |      | 49° 49′ 36″ N, 112° 11′ 06″ O |
| Teepee                  | Aéroport Teepee                                                   |      | CFM6   |      | 56° 27′ 34″ N, 114° 07′ 09″ O |
| Three Hills             | Héliport Three Hills (Hospital)                                   |      | CFA8   |      | 51° 42′ 31″ N, 113° 15′ 07″ O |
| Three Hills             | Aéroport Three Hills                                              |      | CEN3   |      | 51° 41′ 48″ N, 113° 12′ 33″ O |
| Tofield                 | Aéroport Tofield                                                  |      | CEV7   |      | 53° 22′ 16″ N, 112° 41′ 48″ O |
| Tofield                 | Héliport Tofield (Health Centre)                                  |      | CTF2   |      | 53° 22′ 23″ N, 112° 39′ 02″ O |
| Trout Lake              | Aéroport Trout Lake                                               |      | CFB4   |      | 56° 30′ 00″ N, 114° 43′ 00″ O |
| Two Hills               | Aéroport Two Hills                                                |      | CEL6   |      | 53° 42′ 00″ N, 111° 47′ 00″ O |
| Two Hills               | Héliport Two Hills (Health Centre)                                |      | CTH4   |      | 53° 42′ 49″ N, 111° 43′ 51″ O |
| Valleyview              | Aéroport Valleyview                                               |      | CEL5   |      | 55° 01′ 57″ N, 117° 17′ 45″ O |
| Vauxhall                | Aéroport Vauxhall                                                 |      | CEN6   |      | 50° 02′ 00″ N, 112° 05′ 00″ O |
| Vegreville              | Héliport Vegerville (St. Joseph's General Hospital)               |      | CVG8   |      | 53° 29′ 38″ N, 112° 01′ 57″ O |
| Vegreville              | Aéroport Vegreville                                               |      | CEV3   |      | 53° 30′ 52″ N, 112° 01′ 39″ O |
| Vermilion               | Aéroport Vermilion                                                | CYVG |        |      | 53° 21′ 25″ N, 110° 49′ 29″ O |
| Vermilion               | Héliport Vermilion Health Centre                                  |      | CVH2   |      | 53° 21′ 21″ N, 110° 52′ 18″ O |
| Viking                  | Aérodrome Viking (South)                                          |      | CVS2   |      | 53° 01′ 32″ N, 111° 56′ 55″ O |
| Viking                  | Aéroport Viking                                                   |      | CEE8   |      | 53° 06′ 00″ N, 111° 52′ 00″ O |
| Viking                  | Héliport Viking Health Centre                                     |      | CVK2   |      | 53° 06′ 00″ N, 111° 46′ 37″ O |
| Villeneuve              | Aérodrome Edmonton/Villeneuve (Rose Field)                        |      | CRF3   |      | 53° 38′ 44″ N, 113° 48′ 10″ O |
| Villeneuve              | Aéroport Edmonton/Villeneuve (Aéroport Villeneuve)                | CZVL |        | ZVL  | 53° 40′ 03″ N, 113° 51′ 16″ O |
| Vulcan                  | Héliport Vulcan (Hospital)                                        |      | CVH7   |      | 50° 23′ 45″ N, 113° 15′ 32″ O |
| Vulcan                  | Aéroport Vulcan                                                   |      | CFX6   |      | 50° 24′ 17″ N, 113° 17′ 00″ O |
| Vulcan                  | Aérodrome Vulcan/Kirkcaldy                                        |      | CVL2   |      | 50° 19′ 55″ N, 113° 21′ 28″ O |
| Wabasca Oil Field       | Aéroport Pelican                                                  |      | CFT8   |      | 56° 09′ 39″ N, 113° 28′ 29″ O |
| Wabasca                 | Aéroport Wabasca                                                  |      | CEE5   |      | 55° 57′ 43″ N, 113° 49′ 09″ O |
| Wainwright              | Héliport Wainwright (Health Centre)                               |      | CWH2   |      | 52° 50′ 35″ N, 110° 51′ 53″ O |
| Wainwright              | Aérodrome Wainwright                                              | CYWV |        | YWV  | 52° 47′ 45″ N, 110° 51′ 27″ O |
| Wainwright              | CFB Wainwright (Aéroport Wainwright/Camp Wainwright Field) (Heli) |      | CFF7   |      | 52° 50′ 00″ N, 110° 54′ 00″ O |
| Wainwright              | Aéroport Wainwright/Wainwright (Field 21) (CFB Wainwright)        |      | CFP7   |      | 52° 49′ 50″ N, 111° 06′ 02″ O |
| Warburg                 | Aéroport Warburg/Zajes                                            |      | CFH8   |      | 53° 13′ 00″ N, 114° 20′ 00″ O |
| Warner                  | Aéroport Warner                                                   |      | CEP6   |      | 49° 17′ 36″ N, 112° 11′ 21″ O |
| Westlock                | Aéroport Westlock                                                 |      | CES4   |      | 54° 08′ 32″ N, 113° 44′ 27″ O |
| Westlock                | Aéroport Westlock (Hnatko Farms)                                  | CHF3 |        |      | 54° 12′ 24″ N, 114° 07′ 14″ O |
| Wetaskiwin              | Héliport Wetaskiwin (Hospital & Care Centre)                      |      | CWC4   |      | 52° 59′ 18″ N, 113° 22′ 06″ O |
| Wetaskiwin              | Aéroport Wetaskiwin Regional                                      |      | CEX3   |      | 52° 57′ 54″ N, 113° 24′ 40″ O |
| Whitecourt              | Aéroport Whitecourt                                               | CYZU |        | YZU  | 54° 08′ 38″ N, 115° 47′ 12″ O |
| Wildwood                | Aérodrome Wildwood/Loche Mist Farms                               |      | CJJ3   |      | 53° 32′ 47″ N, 115° 15′ 38″ O |
| Zama Lake               | Aéroport Zama Lake                                                |      | CFT9   |      | 59° 03′ 50″ N, 118° 53′ 23″ O |

Les aéroports qui font partie du Réseau national des aéroports du canada sont en caractères gras.
- Les noms alernatifs sont en parenthèses

## Aéroports abandonnés
| Ville                     | Nom de l'aéroport                                                            | ICAO | TC LID | IATA | Coordonnées                   |
| ------------------------- | ---------------------------------------------------------------------------- | ---- | ------ | ---- | ----------------------------- |
| Acme                      | Aéroport Acme                                                                |      | CEG2   |      | 51° 27′ 23″ N, 113° 30′ 55″ O |
| Andrew                    | Aéroport Andrew                                                              |      | CEJ2   |      | 53° 52′ 26″ N, 112° 21′ 28″ O |
| Bjorgum Farm              | Aéroport Bjorgum Farm                                                        |      | CFD9   |      | 53° 05′ 00″ N, 112° 48′ 10″ O |
| Cadotte                   | Aéroport Cadotte                                                             |      | CEJ5   |      | 56° 27′ 00″ N, 116° 21′ 00″ O |
| Calgary                   | Héliport Calgary (Alberta Children's Hospital) (Alberta Children's Hospital) |      | CAC6   |      | 51° 04′ 34″ N, 114° 08′ 52″ O |
| Caroline                  | Aérodrome Caroline                                                           |      | CCN3   |      | 52° 06′ 15″ N, 114° 46′ 31″ O |
| Chinchaga                 | Aéroport Chinchaga                                                           |      | CED2   |      | 57° 32′ 34″ N, 119° 07′ 53″ O |
| Conklin                   | Aéroport Conklin                                                             |      | CER5   |      | 55° 38′ 05″ N, 111° 05′ 16″ O |
| Cowper                    | Aéroport Cowpar                                                              |      | CTM3   |      | 55° 57′ 22″ N, 110° 29′ 50″ O |
| Didsbury                  | Aérodrome Didsbury (Vertical Extreme Skydiving)                              |      | CDV4   |      | 51° 38′ 05″ N, 114° 06′ 40″ O |
| St. Albert                | Aéroport Edmonton/St. Albert                                                 |      | CES3   |      | 53° 41′ 15″ N, 113° 41′ 14″ O |
| Edmonton                  | Aéroport Edmonton City Centre (Blatchford Field)                             | CYXD |        | YXD  | 53° 34′ 21″ N, 113° 31′ 14″ O |
| Embarras                  | Aéroport Embarras                                                            |      | CFN4   |      | 58° 12′ 00″ N, 111° 23′ 00″ O |
| Fort Chipewyan            | Hydroaérodrome Fort Chipewyan/Small Lake                                     |      | CEM7   |      | 58° 44′ 00″ N, 111° 07′ 00″ O |
| Fort Smith                | Hydroaérodrome Fitzgerald (Fort Smith)                                       |      | CEJ7   |      | 59° 51′ 00″ N, 111° 36′ 00″ O |
| Grist Lake                | Aéroport Grist Lake                                                          |      | CFY2   |      | 55° 24′ 00″ N, 110° 29′ 00″ O |
| High River                | RCAF Station High River                                                      |      |        |      | 50° 35′ 35″ N, 113° 50′ 30″ O |
| Milk River                | Aéroport Milk River (Madge)                                                  |      | CFQ3   |      | 49° 07′ 59″ N, 112° 02′ 34″ O |
| Fort Macleod              | RCAF Station Pearce                                                          |      |        |      | 49° 50′ 06″ N, 113° 14′ 31″ O |
| St. Francis               | Aéroport St. Francis                                                         |      | CFE6   |      | 53° 16′ 32″ N, 114° 26′ 59″ O |
| St. Lina                  | Aérodrome St. Lina                                                           |      | CSL4   |      | 54° 18′ 05″ N, 111° 29′ 52″ O |
| Steen Tower               | Aéroport Steen Tower                                                         |      | CFG7   |      | 59° 38′ 00″ N, 117° 47′ 00″ O |
| Turner Valley Bar N Ranch | Aéroport Turner Valley Bar N Ranch                                           |      | CFY6   |      | 50° 39′ 16″ N, 114° 20′ 39″ O |
| Vulcan                    | RCAF Station Vulcan                                                          |      |        |      | 50° 19′ 59″ N, 113° 21′ 47″ O |
| Zama City                 | Aéroport Zama                                                                |      | CEX5   |      | 59° 09′ 07″ N, 118° 42′ 25″ O |